# Trichoferus holosericeus
Trichoferus holosericeus é uma espécie de insetos coleópteros polífagos pertencente à família Cerambycidae.
A autoridade científica da espécie é Rossi, tendo sido descrita no ano de 1790.
Trata-se de uma espécie presente no território português.